# Oberösterreich Tourismus
Oberösterreich Tourismus ist die öffentlich-rechtliche Institution, die als Dienstleistungsorganisation für die Tourismus- und Freizeitwirtschaft im Bundesland Oberösterreich tätig ist (Landestourismusorganisation, LTO). Sie koordiniert das Tourismusmarketing und unterstützt touristische Verbände und Organisationen in Oberösterreich.

## Organisation
Die rechtlichen Grundlagen sind im „OÖ. Tourismusgesetz 2018“ geregelt. Organisiert ist der Oberösterreich Tourismus als Körperschaft öffentlichen Rechts.

### Operative Aufgaben
Gegenstand des Unternehmens ist:

„Die allgemeine Förderung des Tourismus und der Freizeitwirtschaft in Oberösterreich, insbesondere des Tourismusmarketing, der Tourismusentwicklung, der Schulung und Weiterbildung der Mitarbeiter in den Tourismusorganisationen und sonstiger dem Tourismus und der Freizeitwirtschaft dienender Maßnahmen.“

Der Oberösterreich Tourismus ist eine reine Dienstleistungsorganisation für die Tourismuswirtschaft. Die Aufgaben der Organisation sind:
- Betreuung und Weiterentwicklung des Markensystems für das Tourismusland Oberösterreich
- Entwicklung, Kommunikation und Umsetzung einer landesweiten Zielmarktstrategie auf den definierten Zielmärkten
- Entwicklung destinationsübergreifender Produkte, Services und Strategien für regionale und überregionale Marktauftritte
- Wahrnehmung landesweiter Aufgaben im Bereich der Destinations- und Tourismusentwicklung sowie Marktforschung
- Unterstützung der Tourismusverbände in den Angelegenheiten Personal, Beschaffung, Informations- und Kommunikationstechnik sowie Förderungen
- Koordination der Interessen der oberösterreichischen Tourismus- und Freizeitwirtschaft mit anderen Institutionen und Wirtschaftszweigen

Wichtige Partner sind die fünf Markendestinationen Donau Oberösterreich, Linz, Mühlviertel, Pyhrn-Priel und Salzkammergut sowie die Tourismusverbände des Landes.

### Tochterfirmen
Die drei Unternehmen sind:
- Oberösterreich Tourismus GmbH – Marketing- und Serviceorganisation für die Tourismus- und Freizeitwirtschaft in Oberösterreich. Eine der Aufgaben ist es, die touristische Marke Oberösterreich zu führen und das Markensystem sowie das Tourismusmarketing für Oberösterreich und seine Destinationen zu steuern.[2]
- OÖ. Touristik GmbH – Führung eines Incoming-Reisebüros[3][4]
- TTG Tourismus Technologie GmbH – Entwicklung, Betrieb und Vertrieb von Informations-, Kommunikations- und Vertriebssystemen sowie OÖ Tourismus Information, Tourismus Technologie Kompetenz-Zentrum[5]

### OÖ. Tourismusbeitragsstelle
Die OÖ. Tourismusbeitragsstelle ist eine beim Land Oberösterreich eingerichtete Beitragsbehörde. Sie ist eine der Oö. Landesregierung unmittelbar nachgeordnete Behörde und bildet hinsichtlich ihrer Geschäftsgebarung nach außen eine selbstständige Behörde. Bis 2018 führte sie den Namen Interessentenbeitragsstelle.
Sie hebt die Tourismusbeiträge ein, wie sie gesetzlich geregelt sind. Der Behördenleiter wird von der Landesregierung bestellt, die Mitarbeiter und Sacherfordernisse werden von der Landes-Tourismusorganisation bereitgestellt. Sie ist im Haus Oberösterreich Tourismus in Linz angesiedelt.

## Landes-Tourismusstrategie 2022
Als Weiterentwicklung des Kursbuchs Tourismus Oberösterreich 2011 bis 2016 wurden im Schulterschluss von Land Oberösterreich, WKO Oberösterreich (Sparte Tourismus und Freizeitwirtschaft) und Oberösterreich Tourismus – unter Einbindung der oberösterreichischen Touristiker – die Leitlinien für die strategische Weiterentwicklung der Tourismus- und Freizeitwirtschaft erarbeitet. Ein externes Expertengremium und Interviews mit Vertretern unterschiedlicher Branchen brachten eine entsprechende Zukunfts- bzw. Außensicht aus unterschiedlichsten Fachdisziplinen ein: so konnte aktuelles Fachwissen aus den Bereichen Digitalisierung, Mobilität, Markenpolitik, Bildung, Vertrieb bis hin zu kultur- und naturräumlichen Fragen eingespielt werden.
Die Strategie geht einerseits auf Trends und Herausforderungen für die Tourismus- und Freizeitwirtschaft, etwa in den Bereichen Digitalisierung oder gesellschaftliche Entwicklungen, ein. Andererseits zielt sie auf die Realisierung potenzieller Synergien mit Wirtschaft, Wissenschaft, Landwirtschaft, Kultur und Naturschutz ab. Damit ist die Basis für eine dynamische Entwicklung des Tourismus als wertvoller Partner im gesamtwirtschaftlichen System Oberösterreichs gelegt.

### Das Ziel
- Steigerung der direkten und indirekten Wertschöpfung der oberösterreichischen Tourismus- und Freizeitwirtschaft um 15 Prozent bis 2022

Um dieses Ziel zu erreichen, wurden Meilensteine und Aufgabenfelder definiert. Die Aufgabenteilung wurde zwischen Landes-Tourismusorganisation, Tourismusverbänden und Gemeinden, gewerblichen Tourismus- und Freizeitbetrieben sowie weiteren touristischen Systempartnern geregelt und auch die Standort-, Förder- und Finanzierungspolitik des Landes berücksichtigt.

### Die vier Meilensteine
Sie stellen die zu erreichende bzw. zu sichernde Basis einer zukunftsgerichteten Weiterentwicklung des Tourismus in Oberösterreich dar.
Die Meilensteine ziehen einerseits auf das Innere des touristischen Systems in Oberösterreich. Sie heben die Service- und Dienstleistungsqualität (Meilenstein „Mensch“) und fördern die digitale Kompetenz in der Branche (Meilenstein „Digitalisierung – online first“). Zum anderen sind Meilensteine definiert, die auf einer starken Gäste- und Marktorientierung aufbauen: Der Meilenstein „Naturräume“ wurde bereits strategisch entwickelt und steht aktuell im Mittelpunkt der Kommunikation. Der Meilenstein „Kulinarik“ wird derzeit gemeinsam mit Partnern ausgearbeitet. Beide Meilensteine entsprechen den gesellschaftlichen Bedürfnissen nach Naturerlebnissen und dem Genuss regionaler Produkte.